# Папужка-пігмей зелений
Папужка-пігмей зелений (Micropsitta finschii) — вид папуг з родини Psittaculidae. Поширений на Соломонових та деяких сусідніх островах.

## Назва
Вид Micropsitta finschii отримав наукову назву на честь німецького дослідника та орнітолога Отто Фінша (1839—1917).

## Поширення
Вид поширений на Соломонових островах і на архіпелазі Бісмарка (Папуа-Нова Гвінея). Трапляється на висоті до 1000 метрів над рівнем моря, хоча вони вважають за краще жити на висотах від 600 до 750 метрів. Живе у лісах, переважно в епіфітних. З іншого боку, оброблені землі рідше заселені.

## Підвиди
Описано 5 підвидів:
- Micropsitta finschii aolae (Ogilvie-Grant, 1888), поширений на Гуадалканалі, Малаїті та островах Рассела.
- Micropsitta finschii finschii, поширений на Укі Ні Масі, Макірі та Реннелі.
- Micropsitta finschii nanina (Tristram, 1891), зустрічається на островах Бугенвіль, Шуазель і Санта-Ісабель.
- Micropsitta finschii tristrami (Rothschild & Hartert, 1902), мешкає на островах Велья-Лавелья, Гізо, Коломбангара, Нова Джорджія, Тетепаре, Рендова і Вангуну в архіпелазі Нова Джорджія.
- Micropsitta finschii viridifrons (Rothschild & Hartert, 1899), цей підвид є єдиним на архіпелазі Бісмарка: населяє Нова Ірландія, Лавонгай та острови Ліхір.